# Крипто-арт

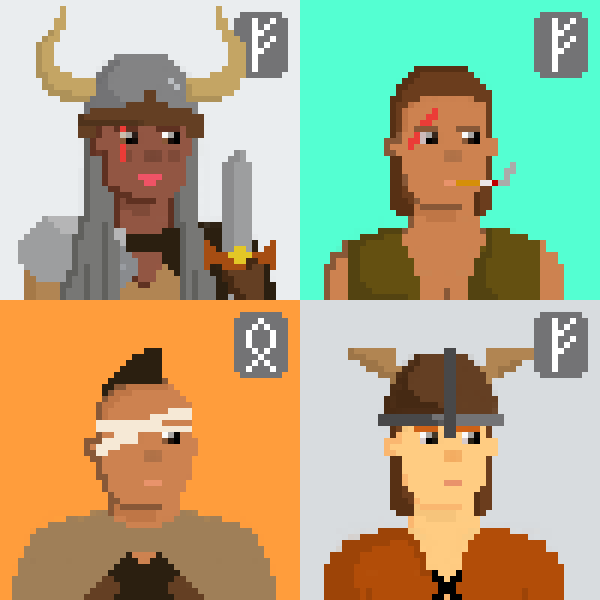
Пиксельный крипто-арт «VeKings», пример процедурального искусства

Крипто-арт (англ. Crypto art — крипто-искусство) — направление в современном изобразительном искусстве, использующее технологию блокчейн в формате невзаимозаменяемого токена.

## Определение
В настоящее время существуют два определения, распространенных среди крипто-художников и коллекционеров. Первое подразумевает произведения искусства, посвященные криптовалюте и блокчейн технологиям. Второе — цифровые изображения, которые публикуются в формате NFT-токена, что делает возможным владение, передачу и продажу художественного произведения безопасным и поддающимся проверке способом.

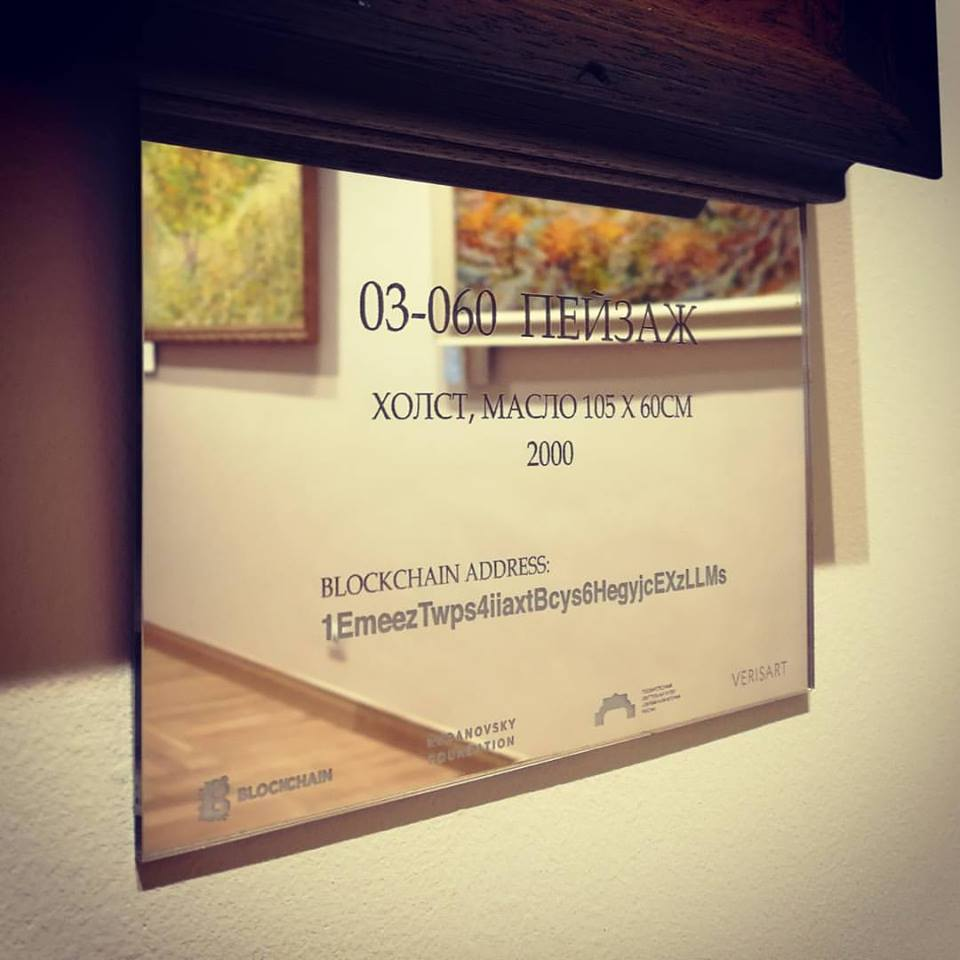
Крипто-арт на выставке «Рождение» в Музее современной истории России (2017 год)

## История
В 2013 году ирландский художник Кевин Эбош объединяет 500 парных открытых и закрытых биткойн-ключей в ограниченном тираже из 50 экземпляров и объявляет его банком.
В 2014 году Monegraph запускает первую торговую площадку для регистрации произведений искусства в формате блокчейн.
В июне 2015 года запускается проект Ascribe, который с помощью блокчейн-технологий помогает художникам обозначить авторские права на свои цифровые работы. Первым произведением искусства, проданным на Ascribe, становится «Кардинал» за авторством крипто-художника Эдвина Росеро. В том же году запускается служба цифровой сертификации произведений искусства Verisart.
В 2017 году американская студия Larva Labs выставляет на продажу проект «CryptoPunks» — это ограниченный набор 10000 сгенерированных специальными алгоритмами портретов в стиле пиксель-арт. Один из таких портретов был продан за 7,5 миллионов долларов.
В декабре 2018 года парижский художник BnoiitC создает первый виртуальный музей, посвященный движению крипто-арта в метавселенной «Cryptovoxels».
В 2021 году основатель Twitter Джек Дорси продаёт свой первый твит 2006 года за 2,9 миллиона долларов. В том же году художник Бэнкси сжигает свою работу, чтобы сделать её цифровую копию. 25 февраля 2021 года коллаж изображений из серии «Ежедневно» под названием «Ежедневно: первые 5000 дней» американского художника Майка Винкельманна был выставлен Кристис со стартовой ценой 100 долларов на двухнедельный онлайн-аукцион, который 11 марта завершился на отметке 69,34 миллиона долларов. Впервые объект в форме уникального токена был продан традиционным аукционным домом, и он стал первым лотом для Кристис, который могли оплатить в Etherium. Продажа этой работы сделала Майка третьим самым дорогим из ныне живущих художников после Джеффа Кунса и Дэвида Хокни.